# NGC 160
NGC 160 este o galaxie lenticulară situată în constelația Andromeda. A fost descoperită în 5 decembrie 1785 de către William Herschel. De asemenea, a fost observată încă o dată în 17 august 1828 de către John Herschel.